# Venets (ort)
Venets (bulgariska: Венец) är en ort i Bulgarien.   Den ligger i kommunen Obsjtina Venets och regionen Sjumen, i den nordöstra delen av landet, 300 km öster om huvudstaden Sofia. Venets ligger 349 meter över havet och antalet invånare är 1 450.
Terrängen runt Venets är lite kuperad. Runt Venets är det ganska glesbefolkat, med 36 invånare per kvadratkilometer.. Närmaste större samhälle är Samuil, 15,2 km väster om Venets.
Trakten runt Venets består till största delen av jordbruksmark.